# Park technologiczny

Lokalizacja parków przemysłowych i technologicznych w Polsce

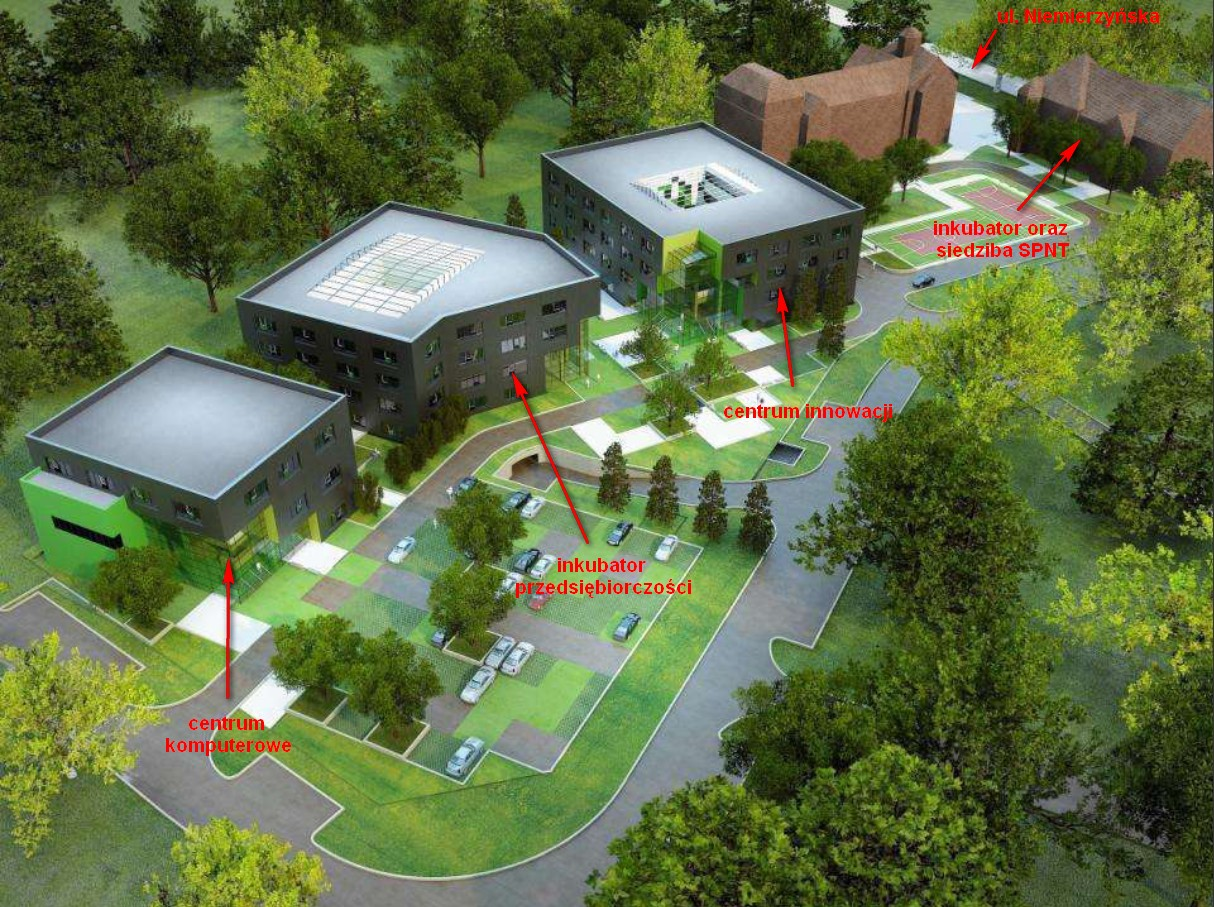
Nowa siedziba Szczecińskiego Parku Naukowo-Technologicznego

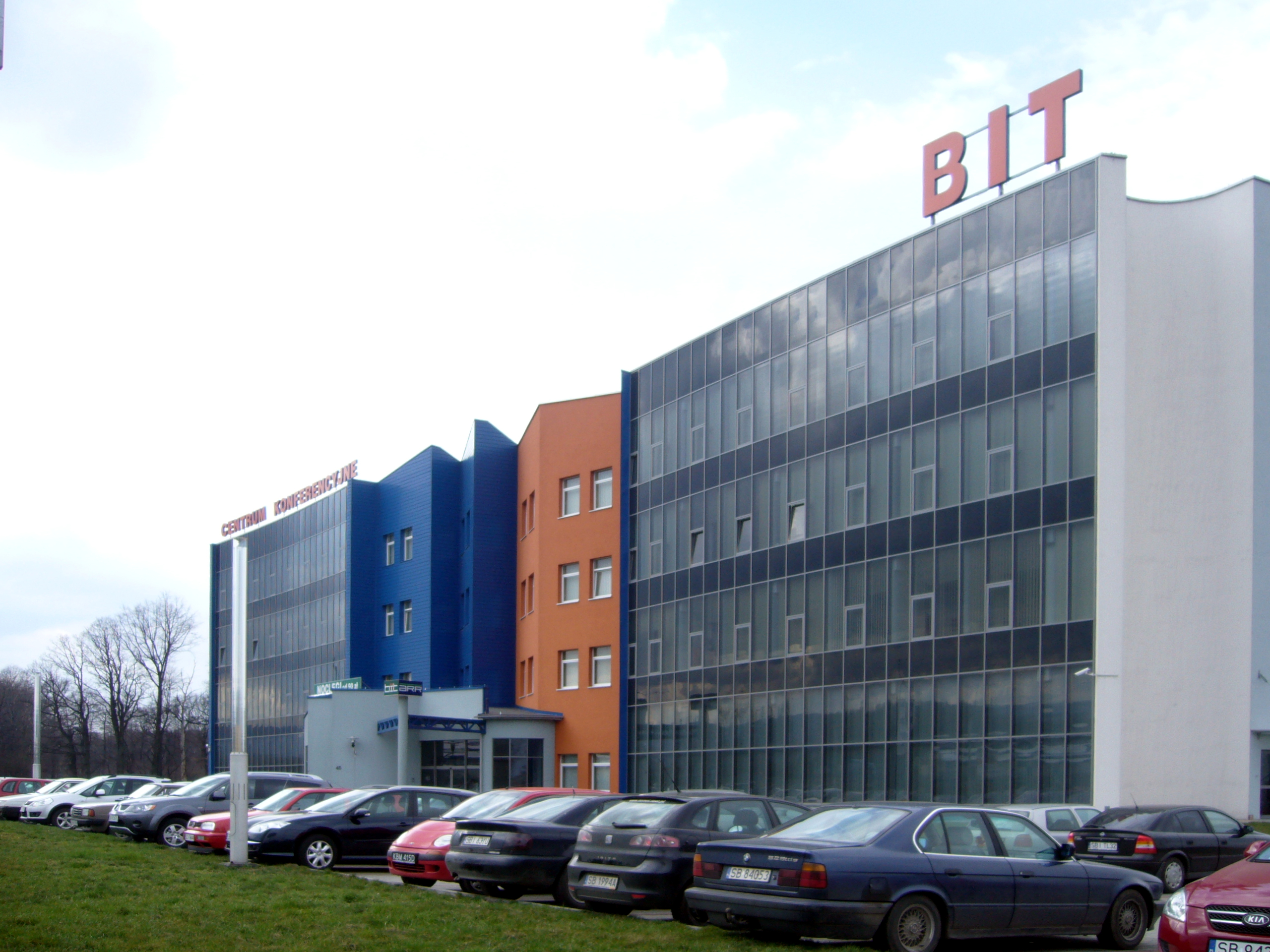
Inkubator technologiczny w Parku Przemysłowym i Usługowym w Bielsku-Białej

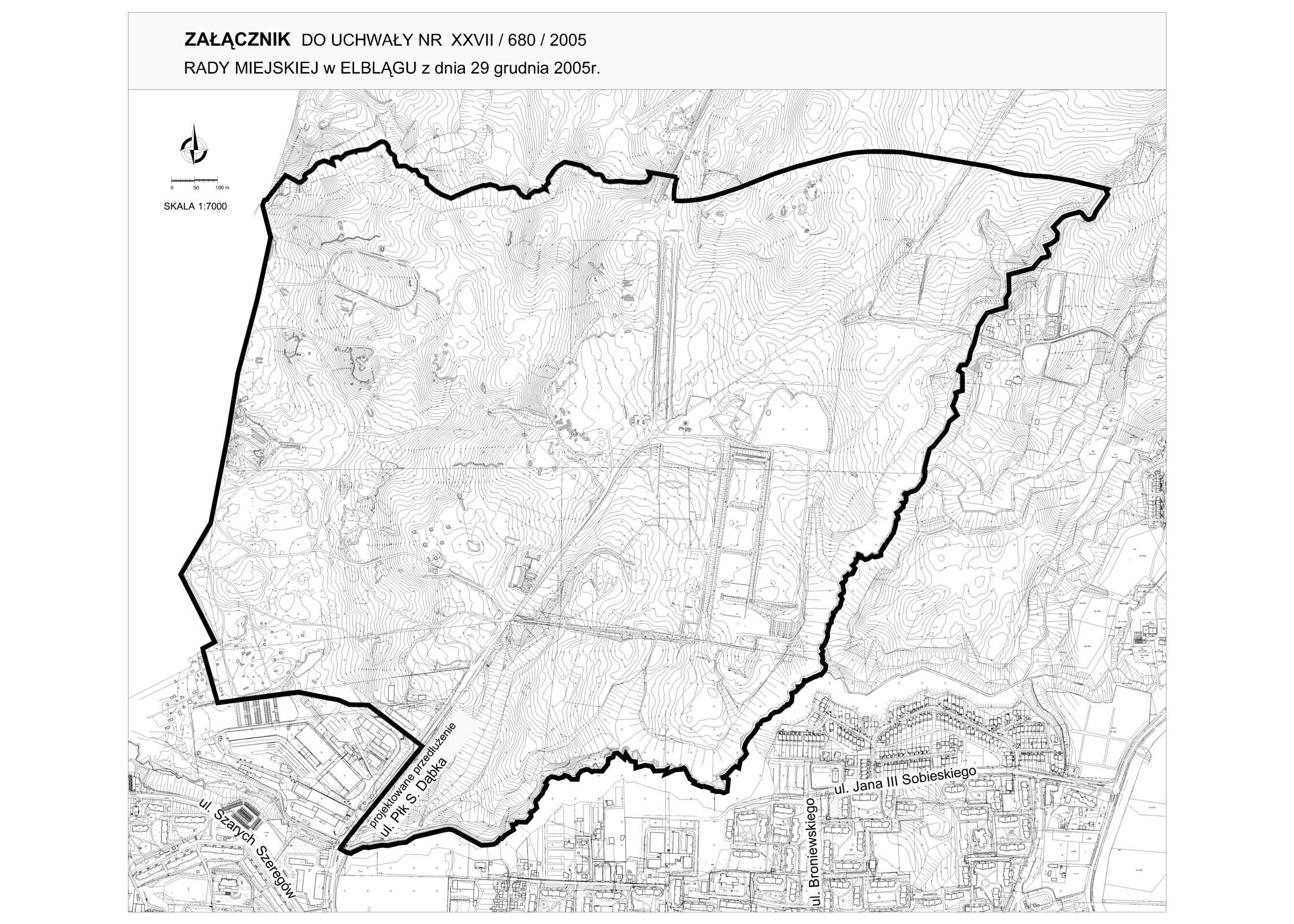
Plan sytuacyjny Elbląskiego Parku Technologicznego

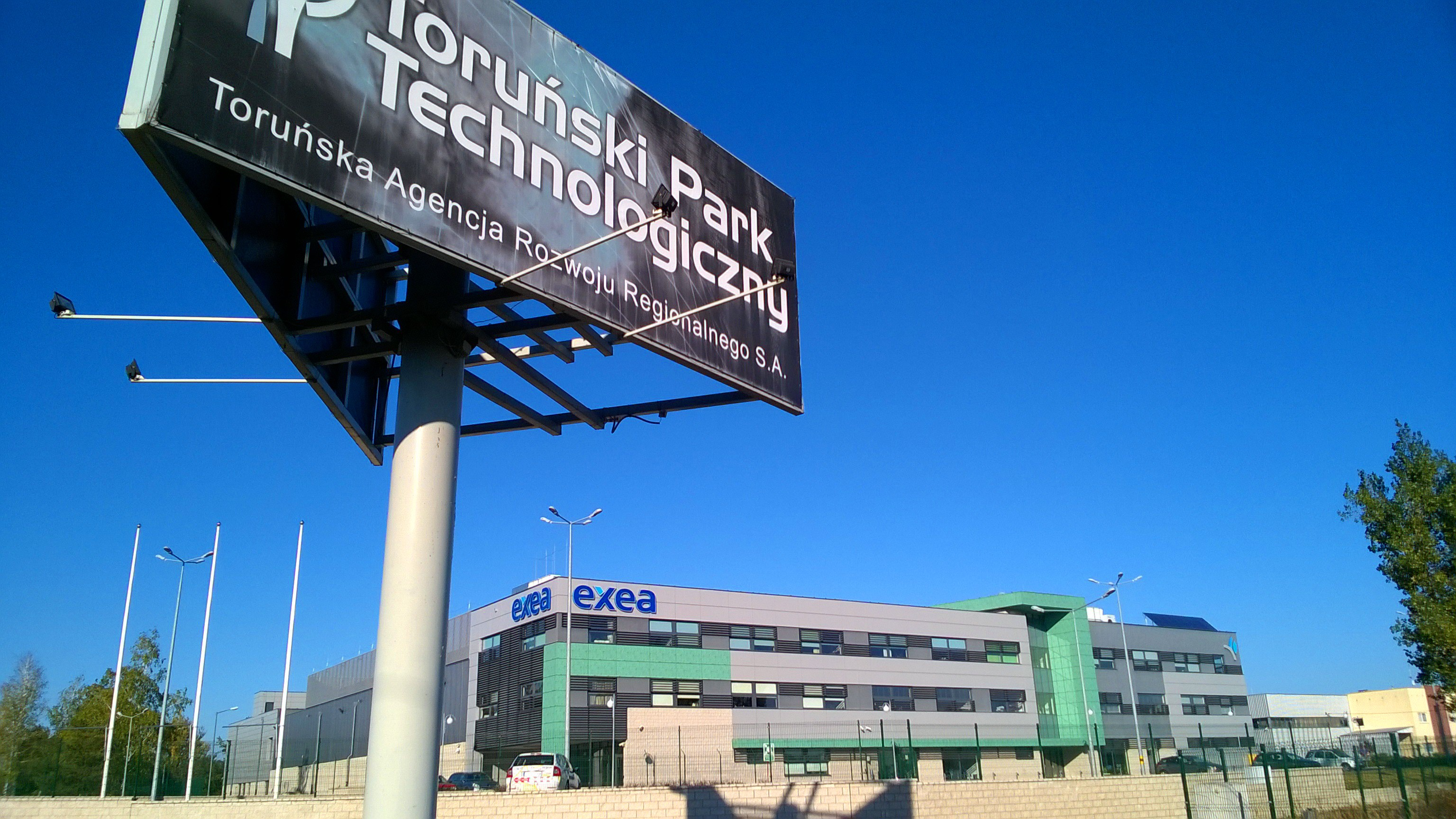
Exea Data Center w Toruńskim Parku Technologicznym

Park technologiczny (także park naukowo-technologiczny, technopark) – zespół wyodrębnionych nieruchomości wraz z infrastrukturą techniczną, utworzony w celu dokonywania przepływu wiedzy i technologii pomiędzy jednostkami naukowymi a przedsiębiorcami. Na ich terenie znajdują się zazwyczaj inkubatory technologiczne.

## Charakterystyka
W polskim ustawodawstwie pojęcie parku technologicznego zostało zdefiniowane w 2002 r. w ustawie o finansowym wspieraniu inwestycji.
Nazwa park technologiczny jest tożsama z innymi nazwami stosowanymi wymiennie na całym świecie. Inne, spotykane w literaturze, to między innymi: park naukowy, park naukowo-technologiczny, park badawczy czy technopol. Międzynarodowe Stowarzyszenie Parków Naukowych (IASP) przygotowało następującą definicję: instytucja zarządzana przez specjalistów, których głównym celem jest promowanie kultury innowacyjnej oraz konkurencyjności instytutów naukowo-badawczych i firm zrzeszonych w parku. Park zarządza procesem przepływu wiedzy i technologii między uczelniami, instytucjami naukowo-badawczymi i przedsiębiorstwami. Sprzyja również powstawaniu i rozwojowi firm innowacyjnych, oferując możliwość inkubacji i wsparcie procesów tworzenia firm typu spin-off. Park naukowy pełni funkcje zbliżone do parku technologicznego, jednak produkcja w nim prowadzona ogranicza się do produkcji prototypowej.
Obok instytucji parku technologicznego funkcjonują także: park przemysłowy i park przemysłowo-technologiczny. Pojęcia te stosuje się w zależności od przyjętego profilu działalności lub specjalizacji.
- Park przemysłowy – zespół wyodrębnionych nieruchomości wraz z infrastrukturą techniczną, umożliwiający prowadzenie działalności gospodarczej na preferencyjnych warunkach
- Park przemysłowo-technologiczny – jest instytucją pośrednią pomiędzy parkiem przemysłowym a technologicznym. Jako organizacja może on przybrać formę kompleksu budynków łączącego zarówno funkcję infrastrukturalną dla przedsiębiorstw, jak i prowadzić działalność umożliwiającą przepływ informacji naukowych pomiędzy jednostkami naukowymi a przedsiębiorcami. Tego rodzaju parki funkcjonujące w Polsce oferują powierzchnię komercyjną na swoim terenie, przy jednoczesnym wydzieleniu procentowego obszaru tylko pod funkcje odpowiadające PT. Wśród przykładowych PP-T można wymienić: Płocki Park Przemysłowo-Technologiczny SA, Kwidzyński Park Przemysłowo-Technologiczny oraz Częstochowski Park Przemysłowo-Technologiczny.

Istnieją także połączenia funkcyjne i biznesowe pomiędzy parkami naukowymi i technologicznymi. Przykładem takiego rozwiązania mogą być: Pomorski Park Naukowo-Technologiczny, Technopark Gliwice, Wrocławski Park Technologiczny czy chociażby najstarszy polski park – Poznański Park Naukowo-Technologiczny.
Parki tworzone przy udziale władz samorządowych w celu zapewnienia preferencyjnych warunków prowadzenia działalności gospodarczej, w szczególności dla sektora małych i średnich przedsiębiorstw.
Zarówno parki technologiczne, jak i przemysłowo-technologiczne są często mylone z parkami przemysłowymi.

## Parki w Polsce
W 2010 r. istniały w Polsce łącznie 24 parki technologiczne i 21 inicjatyw parkowych.

### Działające
- Poznański Park Naukowo-Technologiczny (1995)
- Krakowski Park Technologiczny (1998)
- Wrocławski Park Technologiczny (1998)
- Park Naukowo-Technologiczny Politechniki Koszalińskiej (1998)
- Szczeciński Park Naukowo-Technologiczny (2000)
- Pomorski Park Naukowo-Technologiczny w Gdyni (2001)
- Opolski Park Naukowo-Technologiczny (2001)
- Bełchatowsko-Kleszczowski Park Przemysłowo-Technologiczny (2003)
- Bydgoski Park Przemysłowo-Technologiczny (2003)
- Technopark Gliwice (2004)
- Płocki Park Przemysłowo-Technologiczny (2004)
- Bionanopark (2004)
- Goleniowski Park Przemysłowy (2005)
- Toruński Park Technologiczny (2005)
- Park Przemysłowy i Usługowy w Bielsku-Białej (2005)
- Nickel Technology Park Poznań (YouNick) (2006)
- Gdański Park Naukowo-Technologiczny (2006)
- Park Technologiczny 3.0 MMC Brainville[4] (2006)
- Legnicki Park Technologiczny (2007)
- Euro-Centrum Park Naukowo-Technologiczny w Katowicach (2008)
- Jagielloński Park i Inkubator Life Science – Park LifeScience (2008)
- Dolnośląski Park Innowacji i Nauki (2008)
- Park Technologiczny w Koszalinie (2009)[5]
- Park Naukowo-Technologiczny Polska-Wschód w Suwałkach (2009)[6]
- Dolnośląski Park Technologiczny „T-Park” (2009)
- Invest Park Hajduki (2010)
- Lubuski Park Przemysłowo-Technologiczny (2010)
- Sosnowiecki Park Naukowo-Technologiczny (2012)
- Eureka Technology Park w Dąbrowie k. Poznania (styczeń 2012)
- Olsztyński Park Naukowo-Technologiczny (2013)
- Lubelski Park Naukowo-Technologiczny
- Lubuski Park Przemysłowo-Technologiczny
- Park Naukowo-Technologiczny Polska-Wschód w Suwałkach
- Regionalny Stargardzki Park Wysokich Technologii
- Podkarpacki Park Naukowo-Technologiczny w Rzeszowie
- Elbląski Park Technologiczny[7]
- ChemiPark Technologiczny w Brzegu Dolnym
- Kielecki Park Technologiczny[8][9]
- Białostocki Park Naukowo-Technologiczny (marzec 2012)
- Park Naukowo-Technologiczny Silesia w Katowicach[10]
- Park Przemysłowy Lubaczów